# Giulia Medici
Giulia Medici (14 de agosto de 1999) es una deportista italiana que compite en escalada. En los Juegos Europeos de Cracovia 2023 consiguió una medalla de plata en la prueba de bloques.

## Palmarés internacional
| Juegos Europeos | Juegos Europeos  | Juegos Europeos  | Juegos Europeos |
| Año             | Lugar            | Medalla          | Prueba          |
| --------------- | ---------------- | ---------------- | --------------- |
| 2023            | Tarnów (Polonia) | Medalla de plata | Bloques         |